# Papež Lev X. s kardinály Giuliem de Medici a Luigim de Rossi
Papež Lev X. s kardinály Giuliem de Medici a Luigim de Rossi (italsky Leone X con i cardinali Giulio de' Medici e Luigi de' Rosi) je deskový obraz italského renesančního umělce Raffaela Santiho z roku 1518.
Obraz je skupinový portrét, který představuje prvního medičejského papeže Lva X. s jeho synovci-kardinály - Giuliem (1478 - 1534, kardinálem od r. 1513, pozdějším papežem Klementem VII., vlevo) a Luigim de Rossi (1474 - 1519, kardinálem od r. 1517, vpravo). Patří k Raffaelovým vrcholným dílům; vznikl v roce 1518, dva roky před malířovou smrtí.
Dokonalá kompozice obrazu je odrazem velikosti umělce, který se zde projevuje i jako architekt (architektura budovy naznačena v pozadí). U diváka vyvolá obraz první dojem svou "symfonií" červené a bílé barvy: tmavě červené oblečení papeže, jasně červený sametový ubrus na stole, červený potah křesla, červené oděvy kardinálů, červené záložky otevřeného manuskriptu před papežem kontrastují v nepoměrně menší míře s bílou spodní částí papežova oděvu a bílými stránkami knihy.
Z díla je cítit jeho monumentálnost a důstojnost. Tři postavy představují kompaktní skupinu, která zcela vyplňuje prostor obrazu. Rodinné vazby mezi portrétovanými osobami dokazuje Luigiho familiární gesto, kdy rukama uchopil papežovo křeslo. Přesto je jasné, že každá z postav je individualitou, což dosvědčují různě směřující pohledy každého z mužů.
Raffael na tomto díle dokazuje svou uměleckou vyzrálost smyslem pro zdůraznění detailu - věrně zachycené záhyby látky, lupa v ruce krátkozrakého papeže, precizní naznačení strany v knize či ornamenty bohatě zdobený stříbrný zvonek.